# Rutting (Einheit)
Rutting war eine Volumeneinheit auf Island. Die Maße Islands waren zum dänischen Maßsystem unterschiedlich und im Jahr 1784 in einer Verordnung als „justierte Maß und Gewichtssorten“ festgelegt worden. Es sollten die Streitigkeiten reduziert werden.
- 1 Rutting = 4 Pott/Krug (etwa 1 Kanne) = 16 Päle